# ゾル

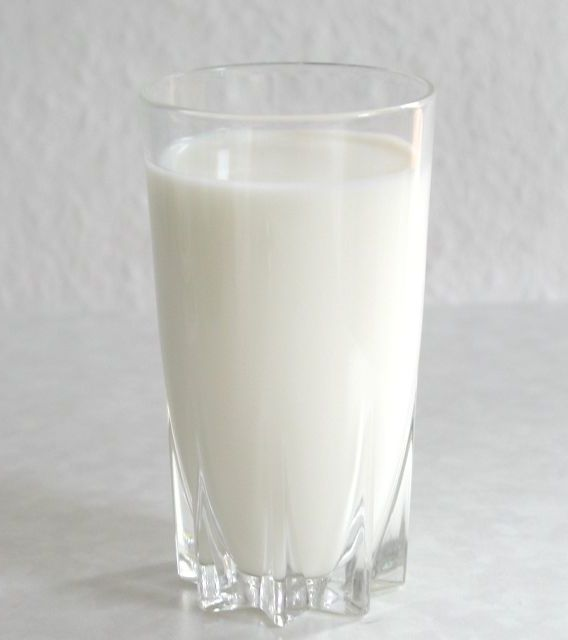
牛乳は液体分散質のゾル。

ゾル （ドイツ語: Sol [zoːl]、英語: sol [soʊl, sɔl]）は、分散系の一種で、液体を分散媒とするコロイドである。分散質は固体・液体・気体がありうるが、狭義には固体を分散質とするものに限ることもある。また、ゾルをコロイド溶液とも言うが、真の溶液ではない。
液体分散媒のコロイドであるゾルに対し、固体分散媒のコロイドをソリッドゾル、気体分散媒のコロイドをエアロゾルと言う。また、分散媒自体の物性は液体であっても、分散質のネットワークにより流動性を失い固体のように振舞うコロイドもあり、それらはゾルではなくゲルと呼ばれる（ソリッドゾルをゲルに含めることもある）。
ゾルはコロイドなので、分散質粒子はコロイド粒子であり、おおよそ1～数百nmサイズである。これより小さいと溶液となり、半透膜を通過する。これより大きいと濾紙で濾しとることができる。ゾルはそれらの中間であり、濾紙は通るが半透膜を通らない。ただしこれらの違いは連続的で、厳密に区別できるものではない。

## ゾルの種類
固体分散質のゾルを懸濁コロイド、液体分散質のゾルを乳濁コロイドともいう。懸濁コロイドはコロイドのサスペンジョン（懸濁液）、乳濁コロイドはコロイドのエマルジョン（乳濁液）であるとも言える。
分散媒との親和性から、親液コロイドと疎液コロイドに分かれる。分散媒が水のゾルをヒドロゾルといい、親水コロイドと疎水コロイドに分かれる。同様に、分散媒が有機溶媒のゾルをオルガノゾルといい、親油コロイドと疎油コロイド（後者の呼称は稀）に分かれる。
分散質の集合状態により、分子コロイド、ミセルコロイド、粒子コロイド（固体粒子）などに分かれる。

## ゾルの例
固体分散質
石けん水、金コロイド、糊、卵白
液体分散質
牛乳、マヨネーズ
気体分散質
微細な泡

## 製法
凝縮法
凝集や化学反応などにより粒子を成長させる。
分散法
粗粒子などを細粒化する。金属ゾルは放電で分散される。そのほか、超音波やコロイドミルで機械的に粉砕するなどする。